# Nationalpark Tsingy de Namoroka
 Tsingy de Namoroka ist ein Nationalpark mit besonderem Schutzstatus in der Region Boeny im Nordwesten Madagaskars.
Seine Landschaft besteht aus Kalkfelsen, die in niedrigen Tsingys besonders beeindruckend zerschnitten sind.

## Geographie
Er befindet sich im Distrikt Soalala. In der Nähe befindet sich ebenfalls der Nationalpark Baie de Baly, mit welchem er eine Einheit bildet.

## Flora und Fauna
218 Pflanzenarten wurden im Nationalpark festgestellt, wovon 106 Arten endemisch sind.
Im Park kommen 81 Vogelarten vor, von denen 31 nur auf Madagaskar vorkommen und 23 weitere auf den umliegenden Inseln endemisch sind.
Drei dieser Arten sind in der IUCN aufgeführt: der Madagaskarhabicht (Accipiter henstii), Schopfibis (Lophotibis cristata) und Gelbbauchjala (Philepitta schlegeli).
Die meisten Arten überwintern hier in der trockenen Saison.
Im Park finden sich auch acht Lemurenarten, unter anderem der Von-der-Decken-Sifaka und der Rote Maki, fünf Amphibienarten, wie der Maskarenenfrosch, der Frosch Mantidactylus biporus und 30 Reptilienarten.

## Anreise
Um den Nationalpark per Straße zu erreichen, ist die Trockenzeit von Mai bis Oktober die beste Zeit. Von Mahajanga bis Soalala sind es 185 km.
Mit Daus kann man ihn auch von Mahajanga aus per Schiff erreichen.

## Besonderheiten
Aufgrund des Glaubens der einheimischen Bevölkerung ist Schweinefleisch im Nationalpark nicht erlaubt. Bei Anreise mit dem Schiff aus Mahajanga sind auch Erdnüsse tabu. Diese werden in Malagasy Pistache genannt, sind aber nicht zu verwechseln mit Pistazien, welche auf Madagaskar nur schwer zu bekommen sind.